# Somillus melanosoma
Somillus melanosoma är en tvåvingeart som beskrevs av Brethes 1924. Somillus melanosoma ingår i släktet Somillus och familjen styltflugor. Inga underarter finns listade i Catalogue of Life.